# All Down the Line
«All Down the Line» —en español: «Todo se aproxima»— es una canción de rock de la banda inglesa The Rolling Stones, escrita por Mick Jagger y Keith Richards, incluida en su disco de 1972 Exile on Main St.. Aunque en principio estaba programada para ser el sencillo principal del álbum, finalmente fue lanzada como lado B del sencillo «Happy».

## Historia
«All Down the Line» es una canción directa de rock electrizante que abre la cara cuatro de Exile on Main St.. Una versión acústica de la canción fue grabada en 1969, durante las primeras sesiones de lo que se convertiría en el disco Sticky Fingers. La grabación tuvo lugar en el Olympic Sound Studios de Londres y en el Sunset Sound Studios en Los Ángeles.
En la grabación aparece Jagger en la voz principal, junto con Richards y Kathi McDonald en los coros. Bill Wyman toca el bajo eléctrico y Bill Plummer el contrabajo. Mick Taylor aporta con la guitarra slide, mientras que Richards toca la guitarra rítmica. Por su parte Charlie Watts toca la batería, y el productor Jimmy Miller agita las maracas. Bobby Keys y Jim Price aportan los vientos. Por último, Nicky Hopkins interpreta el piano.
Los Stones facilitaron a la emisora de radio de Los Ángeles una copia de la canción para que fuera emitida y escuchada en la radio mientras estaban de gira, pero el mayor reclamo para la fama de «All Down The Line» fue su constante aparición en los conciertos durante las giras de la banda desde el lanzamiento de Exile on Main St.
Después de la publicación del álbum, Allen Klein demandó a los Rolling Stones por incumplimiento de contrato, ya que «All Down The Line» y otras cuatro canciones fueron compuestas mientras la banda mantenía relación contractual con ABKCO. Ésta había adquirido los derechos de publicación de las canciones, por lo que debía recibir una participación en los beneficios de Exile on Main St. y pudo lanzar otro álbum de canciones de The Rolling Stones publicadas anteriormente, More Hot Rocks (Big Hits & Fazed Cookies).

## Presentaciones en vivo
La canción ha aparecido en una serie de giras a lo largo de la década de 1970, principios de la de los 80, y en cada gira desde Voodoo Lounge Tour.
En 2006 una versión en directo de «All Down the Line» fue incluida en el álbum en vivo Shine a Light. A pesar de su popularidad como una canción de directo, esta es su primera aparición en un álbum oficial en vivo. Una versión en concierto de 1995 fue incluida como lado B del sencillo «Like a Rolling Stone» del álbum Stripped. De todas formas, una actuación en vivo había sido previamente incluida en la película Ladies and Gentlemen: The Rolling Stones de 1972.

## Personal
Acreditados:
- Mick Jagger: voz.
- Keith Richards: guitarra eléctrica, coros.
- Charlie Watts: batería.
- Bill Wyman: bajo.
- Mick Taylor: guitarra eléctrica.
- Nicky Hopkins: piano.
- Bobby Keys: saxofón.
- Jim Price: trombón, trompeta.
- Jimmy Miller: maracas.
- Kathi McDonald: coros.